# 表永準
ピョ・ヨンジュン（朝鮮語: 표영준、1954年11月27日 - ）は、大韓民国の韓国放送公社(KBS)所属のアナウンサー。本貫は新昌表氏。1979年にKBSにアナウンサーとして採用され入局した。KBS束草放送局アナウンサー、KBS春川放送局アナウンサー、同局アナウンサー部部長を経て、1993年から2002年までKBSアナウンサー室現業総括部次長を務めた。その後、KBSアナウンサー室現業総括部主幹、KBSアナウンサー室室長職務代理を経て、2004年にKBSアナウンサーチームのチーム長に就任した。2011年12月に大韓民国アナウンサー大賞授賞式でスポーツキャスター賞を受賞した。
1954年にソウル特別市で生まれ、城南高等学校から建国大学校の地理学科に進学し卒業した。その後、東国大学校言論情報大学院で修士を授与された。